# 法蘭雀絲卡
《法蘭雀絲卡》由北海道札幌市製作的萌擬人化的地方偶像。2014年1月23日確定動畫化，電視動畫於同年7月至12月播出，為短篇動畫，片長約12分鐘。

## 登場角色

### 主要人物
法蘭雀絲卡（Francesca，聲：牧野由依）
特點是左眼戴上眼罩。
埃克斯·希斯特（Exorcist，聲：田野麻美）
北海道生活安全怨靈撲滅課，簡稱不死族對策課的課長。
弗蘭狗（聲：池添朋文）
克拉克博士（聲：浦山迅）
復活法蘭雀絲卡的博士。
新渡戶稻造（聲：浜田賢二）
石川啄木（聲：杉山紀彰）
小奴（聲：工藤沙貴）
橘智惠子（聲：井澤佳の実）

### 新撰組
以復活EZO共和國為目標。
土方歲三（聲：高橋廣樹）
相馬主計（聲：新垣樽助）
市村鐵之助（聲：內藤有海）
中島登（聲：南雲大輔）
島田魁（聲：宮本克哉）
屯田兵

### 其他
精靈
源義經（聲：日野聰）
聲：川田紳司
國王（聲：大川透）
王妃（聲：大井麻利衣）
老家臣（聲：池添朋文）
主謀

## 電視動畫

### 主題曲
片尾曲「囁きは"Crescendo"」
作詞：こだまさおり，作曲、編曲：川田瑠夏，主唱：牧野由依

### 各話列表
| 話數   | 日文標題 | 中文標題                 | 劇本     | 分鏡       | CG分鏡     | 作畫監督 |
| ------ | -------- | ------------------------ | -------- | ---------- | ---------- | -------- |
| 第1話  |          | 復活了嗎？               | 竹内利光 | 矢野雄一郎 | 本野善次郎 | 熊谷仁志 |
| 第2話  |          | 新撰組復活了嗎？         | 竹内利光 | 矢野雄一郎 | 本野善次郎 | 熊谷仁志 |
| 第3話  |          |                          | 森江美咲 | 富沢信押   | 本野善次郎 | 熊谷仁志 |
| 第4話  |          |                          | 竹内利光 | 矢野雄一郎 | 本野善次郎 | 熊谷仁志 |
| 第5話  |          |                          | 竹内利光 | 富沢信雄   | 本野善次郎 | 熊谷仁志 |
| 第6話  |          |                          | 森江美咲 | 矢野雄一郎 | 本野善次郎 | 熊谷仁志 |
| 第7話  |          |                          | 竹内利光 | 富沢信雄   | 本野善次郎 | 熊谷仁志 |
| 第8話  |          |                          | 森江美咲 | 矢野雄一郎 | 本野善次郎 | 熊谷仁志 |
| 第9話  |          |                          | 竹内利光 | 富沢信雄   | 本野善次郎 | 熊谷仁志 |
| 第10話 |          |                          | 竹内利光 | 富沢信雄   | 本野善次郎 | 熊谷仁志 |
| 第11話 |          |                          | 竹内利光 | 富沢信雄   | 本野善次郎 | 熊谷仁志 |
| 第12話 |          |                          | 竹内利光 | 富沢信雄   | 本野善次郎 | 熊谷仁志 |
| 第13話 |          |                          | 加藤還一 | 小山田桂子 | 本野善次郎 | 熊谷仁志 |
| 第14話 |          |                          | 森江美咲 | 門司港一   | 本野善次郎 | 熊谷仁志 |
| 第15話 |          |                          | 加藤還一 | 小山田桂子 | 本野善次郎 | 熊谷仁志 |
| 第16話 |          |                          | 竹内利光 | 富沢信雄   | 本野善次郎 | 熊谷仁志 |
| 第17話 |          |                          | 森江美咲 | 富沢信雄   | 本野善次郎 | 熊谷仁志 |
| 第18話 |          |                          | 竹内利光 | 小山田桂子 | 本野善次郎 | 熊谷仁志 |
| 第19話 |          |                          | 森江美咲 | 富沢信雄   | 本野善次郎 | 熊谷仁志 |
| 第20話 |          |                          | 加藤還一 | 富沢信雄   | 本野善次郎 | 熊谷仁志 |
| 第21話 |          |                          | 加藤還一 | 富沢信雄   | 本野善次郎 | 熊谷仁志 |
| 第22話 |          |                          | 森江美咲 | 富沢信雄   | 本野善次郎 | 熊谷仁志 |
| 第23話 |          | 法蘭雀絲卡是個壞孩子嗎？ | 竹内利光 | 富沢信雄   | 本野善次郎 | 熊谷仁志 |
| 第24話 |          | 我們的戰鬥從現在開始嗎？ | 竹内利光 | 富沢信雄   | 本野善次郎 | 熊谷仁志 |

## 外部連結
- （日語）法蘭雀絲卡 官方網站
- （日語）法蘭雀絲卡的X（前Twitter）
- （日語）法蘭雀絲卡的Facebook專頁
- （日語）法蘭雀絲卡UHB：北海道文化放送（電視動畫官方網站）
- （日語）法蘭雀絲卡官方網誌 （页面存档备份，存于）